# Slush (bebida)
Un slush, también conocido como slushy, slushee, o slushie, es un tipo de bebida a base de hielo con sabor.

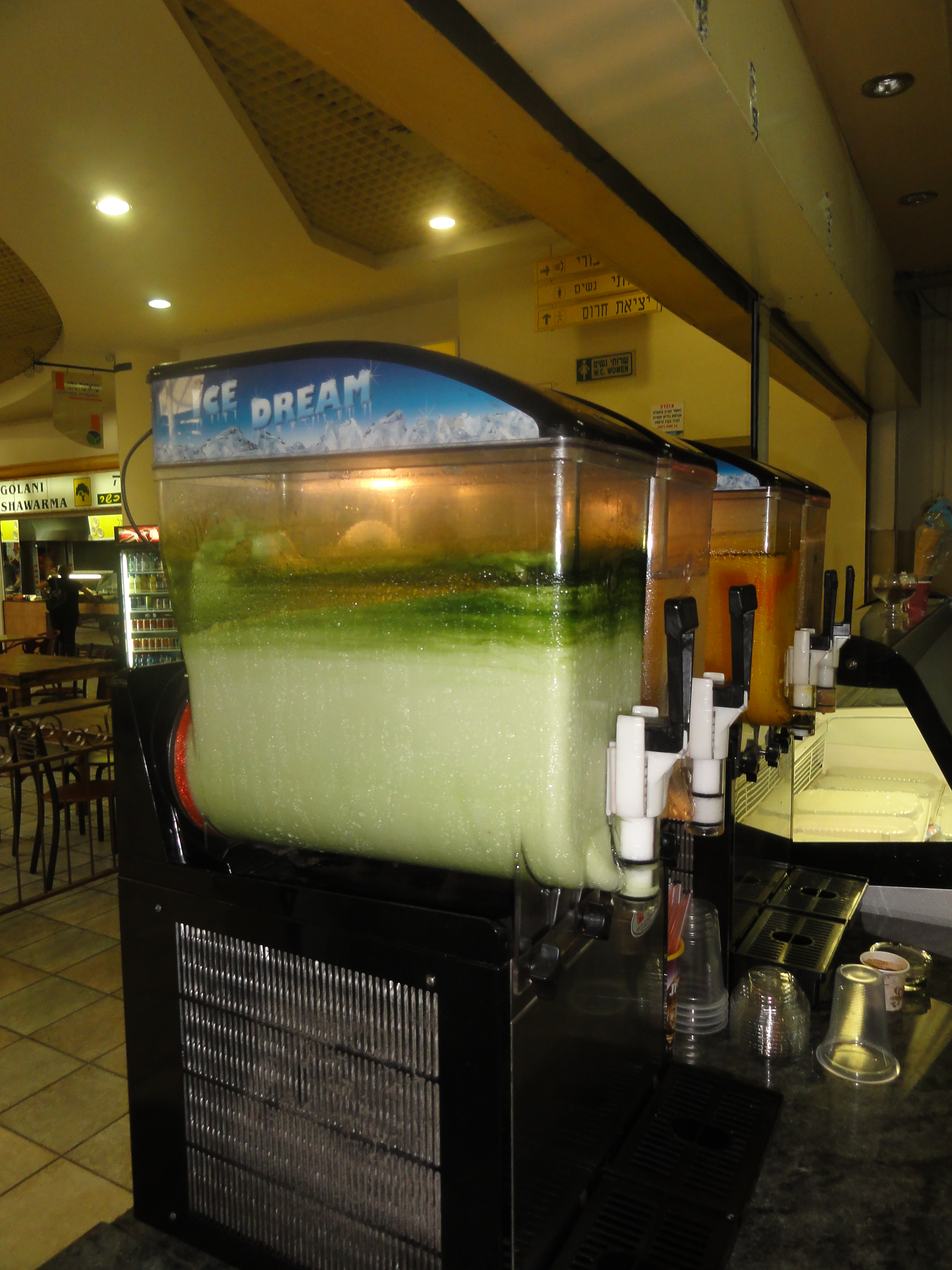
Máquinas de Slush en Israel

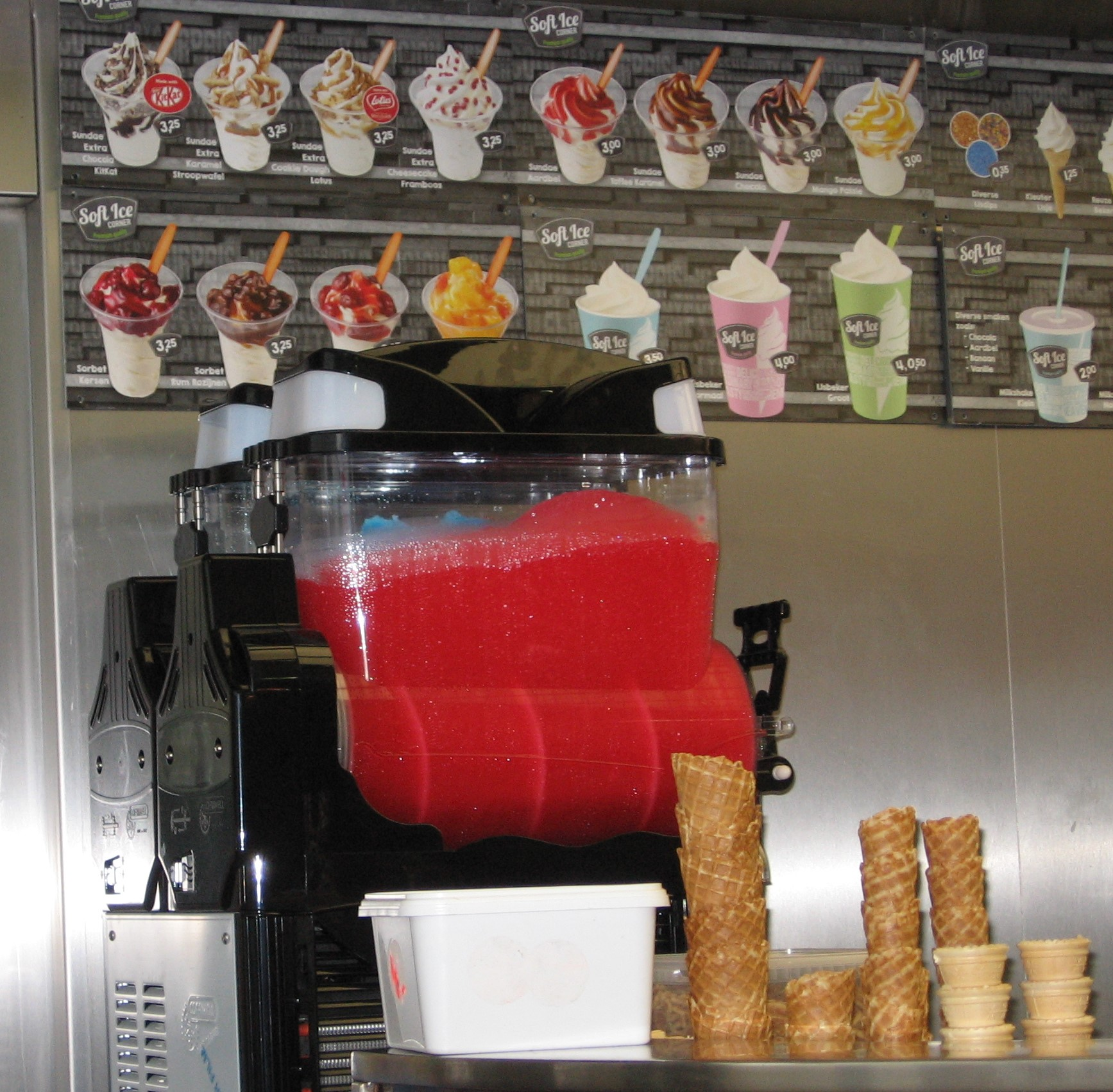
Máquina de Slush, Utrecht, Holanda

## Tipos de sabores
Hay varios tipos diferentes de bebidas granizadas:
- Las bebidas congeladas sin gas se preparan congelando un jugo u otro líquido sin gas. Las máquinas para producir estos no requieren una cámara de presión y, como resultado, son mucho más baratas y fáciles de mantener.

- Hay variaciones que incluyen bebidas carbonatadas congeladas, tipificadas por Slurpee o ICEE, que se elaboran congelando una bebida carbonatada. Las máquinas para producirlos son complicadas y caras y, en particular, requieren un suministro de dióxido de carbono. Hacen un aguanieve muy fino y 'seco'.

- También hay bebidas de café congeladas y bebidas alcohólicas congeladas, así como bebidas granizadas más convencionales.

- Otra alternativa son bebidas de aguanieve "instantáneas" que se forman a través del sobreenfriamiento. Varios ejemplos incluyen Slushie, que permite a los consumidores preparar bebidas que se convierten en aguanieve al abrirlas usando un congelador convencional; la cámara de enfriamiento, que permite a las empresas almacenar bebidas a temperaturas bajo cero que se convierten en aguanieve al abrirse; y Sprite sobreenfriado de Coca-Cola (comercializado brevemente en el Reino Unido), que requería máquinas expendedoras especiales para almacenar las botellas en un estado sobreenfriado para que se convirtieran en aguanieve al abrirse.

## Temperatura
El hielo picado en agua es el estándar para el punto de congelación del agua, 0 °C. El hielo hecho con agua puede estar a 0 °C o una temperatura mucho más baja. La agitación de las máquinas en parte es para evitar que el agua se congele. Algunas de las bebidas tienen aditivos para hacer que la temperatura de congelación de la mezcla sea más baja, de modo que la bebida puede ser bastante más fría que una bebida con agua granizada.

## Composición de azúcar esencial
El aguanieve se hace con una mezcla de azúcar y agua. Para evitar que la mezcla se congele, debe haber entre 12% y 22% de azúcar presente en la solución. El azúcar actúa como anticongelante en la solución. La máquina de aguanieve agita o rota la mezcla a una velocidad constante para que las moléculas de azúcar y agua se unan antes de que el agua tenga la oportunidad de congelarse. De esta manera, se forma una mezcla de lechada húmeda y suave.